# Banes
Banes é um município de Cuba pertencente à província de Holguín. É a terra natal do ex-presidente cubano Fulgencio Batista.